# Prusice (gromada)
Prusice – dawna gromada, czyli najmniejsza jednostka podziału terytorialnego Polskiej Rzeczypospolitej Ludowej w latach 1954–1972.
Gromady, z gromadzkimi radami narodowymi (GRN) jako organami władzy najniższego stopnia na wsi, funkcjonowały od reformy reorganizującej administrację wiejską przeprowadzonej jesienią 1954 do momentu ich zniesienia z dniem 1 stycznia 1973, tym samym wypierając organizację gminną w latach 1954–1972.
Gromadę Prusice z siedzibą GRN w Prusicach (wówczas wsi) utworzono – jako jedną z 8759 gromad na obszarze Polski – w powiecie milickim w woj. wrocławskim, na mocy uchwały nr 22/54 WRN we Wrocławiu z dnia 2 października 1954. W skład jednostki weszły obszary dotychczasowych gromad Prusice, Dębnica, Krościna Mała, Ligotka i Pietrowice Małe ze zniesionej gminy Prusice w tymże powiecie. Dla gromady ustalono 17 członków gromadzkiej rady narodowej.
1 stycznia 1958 gromadę włączono do powiatu trzebnickiego w tymże województwie.
1 stycznia 1960 do gromady Prusice włączono wieś Wszemirów ze zniesionej gromady Pawłów Trzebnicki w tymże powiecie.
31 grudnia 1961 do gromady Prusice włączono wieś Kopaszyn z gromady Oborniki Śl. oraz wieś Kosinowo ze zniesionej gromady Kowale w tymże powiecie.
1 stycznia 1972 do gromady Prusice włączono wieś Pawłów Trzebnicki z gromady Trzebnica w tymże powiecie.
Gromada przetrwała do końca 1972 roku, czyli do kolejnej reformy gminnej. 1 stycznia 1973, tym razem w powiecie trzebnickim, reaktywowano zniesioną w 1954 roku gminę Prusice.